# Mercurion
Il Mercurion (greco bizantino Μερχουρίου) identifica un territorio all'interno del Pollino in cui fiorì per molti secoli il monachesimo greco-orientale.

## Etimologia
Generalmente l'origine del nome viene riferita all'esistenza di un antico tempio del dio Mercurio o, in alternativa, messa in relazione al culto tributato dai monaci a San Mercurio di Cesarea (culto molto popolare nell'Italia meridionale durante il medioevo); un'ipotesi alternativa fa discendere il nome dal fiume Mercure in quanto quest'ultimo avrebbe a sua volta assunto uno degli aspetti del dio, cioè quella di "messaggero", «mettendo in comunicazione tra loro per scopi economici e naturalmente anche culturali, le coste dello Jonio e le regioni interne sull'odierno confine calabro-lucano con le spiagge del Tirreno»; quest'ultima spiegazione è comunque considerata, da alcuni autori, «alquanto macchinosa».

## Geografia
Il territorio su cui si estendeva il Mercurion si trovava al confine calabro-lucano, a occidente del Monte Pollino e corrisponde ai territori attualmente compresi nei comuni di Aieta, Castelluccio Inferiore, Castelluccio Superiore, Episcopia, Laino Borgo,  Laino Castello, Latronico, Mormanno, Noepoli, Orsomarso, Papasidero, Rotonda, Tortora, Scalea e Viggianello.
Includeva il bacino del Mercure e la media e bassa valle del fiume Lao, I suoi confini erano dati a sud dalle pendici occidentali ed orientali del massiccio del Pollino, mentre a nord era delimitato dalla valle del Sarmento e ad ovest dal monte Sirino.
Ecclesiasticamente era organizzato come un'eparchia monastica (non è chiaro se dipendente dalla diocesi di Cassano o da quella di Rossano), politicamente si trovava al confine tra l'Impero Bizantino e le terre longobarde; a partire dal 968 costituì una delle turme del thema di Lucania.

## Storia
La nascita del Mercurion nel VI secolo e la sua successiva evoluzione possono essere legate a vari motivi:
- la crisi iconoclasta, che spinse molti monaci basiliani a cercare rifugio in zone dell'Impero bizantino scarsamente popolate e lontane dalle coste (cosa che garantiva un più facile difendibilità dalle scorrerie saracene);
- la conquista araba della Siria e dell'Egitto nel VI secolo, e della Sicilia nel IX secolo;
- la politica dell'Impero stesso, che incentivava la diffusione del cristianesimo ortodosso nelle zone da esso controllate e lo stanziamento dei monaci che permetteva il dissodamento di terre prima improduttive.[5]

Il periodo di massimo splendore della zona fu raggiunto nei secoli X-XI, in cui il Mercurion fu definito nuova Tebaide, e divenne uno dei maggiori centri del misticismo dell'Italia meridionale e della Sicilia, in tale periodo infatti vissero o studiarono, presso i monasteri locali, un gran numero di personalità che saranno venerate come santi dalla chiesa, tra cui: Fantino il giovane, Nicodemo da Cirò, Zaccaria del Mercurion, Saba del Mercurion, Luca di Demenna o d'Armento, Macario abate e, probabilmente il più importante, Nilo da Rossano.
Successivamente, con la conquista normanna e la conseguente espansione del rito romano, iniziò la decadenza che porterà i monasteri di rito greco ad essere assoggettati ad abbazie latine, nello specifico alla Badia di Cava quelli ricadenti in territorio longobardo e alla Badia di Santa Maria della Matina quelli in territorio bizantino, e quindi alla liquidazione dell'eparchia.